# Ko Itakura
Ko Itakura (japonsky , * 27. ledna 1997) je japonský profesionální fotbalista a reprezentant, který hraje na pozici středního obránce za německý klub Schalke 04, kde je na hostování z Manchesteru City.

## Klubová kariéra
S kariérou začal v japonském klubu Kawasaki Frontale. Titul získal v roce 2017. V roce 2018 přestoupil do klubu Vegalta Sendai. V roce 2019 přestoupil do nizozemského klubu FC Groningen.

## Reprezentační kariéra
S japonskou reprezentací se zúčastnil Copa América 2019. Jeho debut za A-mužstvo Japonska proběhl v zápase proti Uruguayi 20. června. Itakura odehrál za japonský národní tým celkem tři reprezentační utkání.

## Statistiky
| Japonsko | Japonsko | Japonsko |
| Roky     | Záp.     | Góly     |
| -------- | -------- | -------- |
| 2019     | 3        | 0        |
| Celkem   | 3        | 0        |

## Úspěchy

### Klubové
Kawasaki Frontale
- J1 League: Vítěz; 2017